# Embalse Zapallar
El Embalse Zapallar es un proyecto de construcción de una reserva artificial de agua acumulada en el río Diguillín, en el límite de las comunas de El Carmen, Pinto y San Ignacio, de la Región de Ñuble, Chile.
Su nombre se debe al sector de Zapallar, ubicada en la angostura del río, junto al sector de San Vicente Bajo, de la comuna de El Carmen, a doce kilómetros de distancia de la confluencia con el río Renegado.
La construcción de este embalse, contempla la instalación de un muro de cien metros de altura en pleno río, y la inundación de 424 hectáreas, con una inversión de 357 millones de dólares.

## Controversias
Tras el conocimiento público de la construcción del embalse, diversas voces han rechazado el proyecto, justificándose en que 45.02 hectáreas del área de inundación, es parte del Corredor biológico Nevados de Chillán - Laguna del Laja, además del arraigo social de los habitantes, quienes se encuentran en la zona desde finales del siglo XIX, la pérdida de tierras cultivables en el sector de San Vicente Bajo, de la comuna de El Carmen,el impacto arqueológico del lugar, dado a la existencia de la Silla del Indio, y la pérdida de hábitat para el Guindo Santo y el Naranjillo, este último, considerado especie vulnerable. Valentina Ibarra, vocera del movimiento Somos Diguillín, acusó que gran parte de las reuniones entre habitantes y coordinadores del proyecto, se hicieron en línea, en una zona rural, de poca comunicación, y gran presencia de adultos mayores que no tienen conocimiento en redes sociales.
Pese a las quejas locales, el 22 de enero de 2024, los Secretarios Regionales Ministeriales de la Región de Ñuble, aprobaron el Estudio de Impacto Ambiental, bajo las condiciones de crear mesas de diálogo y trabajo con quienes serán indemnizados por la inundaciones.